# Lutjanus endecacanthus
Lutjanus endecacanthus är en fiskart som beskrevs av Bleeker, 1863. Lutjanus endecacanthus ingår i släktet Lutjanus och familjen Lutjanidae. Inga underarter finns listade i Catalogue of Life.